# Julius Schnorr von Carolsfeld

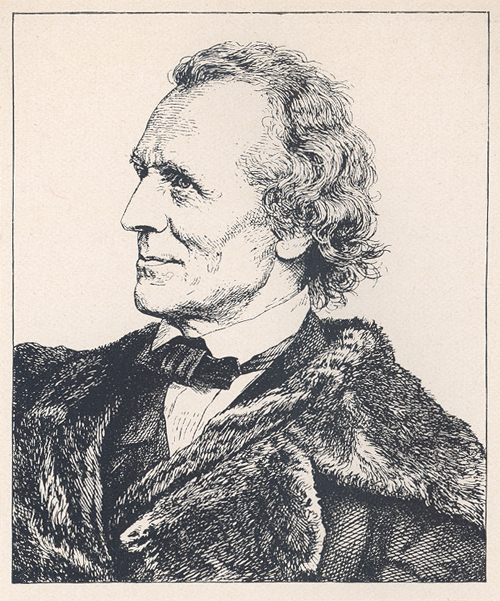
Julius Schnorr von Carolsfeld, gezeichnet von Hugo Bürkner (Holzschnitt)

Julius Veit Hans Schnorr von Carolsfeld (* 26. März 1794 in Leipzig; † 24. Mai 1872 in Dresden) war ein Maler der deutschen Romantik. Neben Friedrich Overbeck ist er der bekannteste Maler der Nazarenischen Kunst.

## Leben

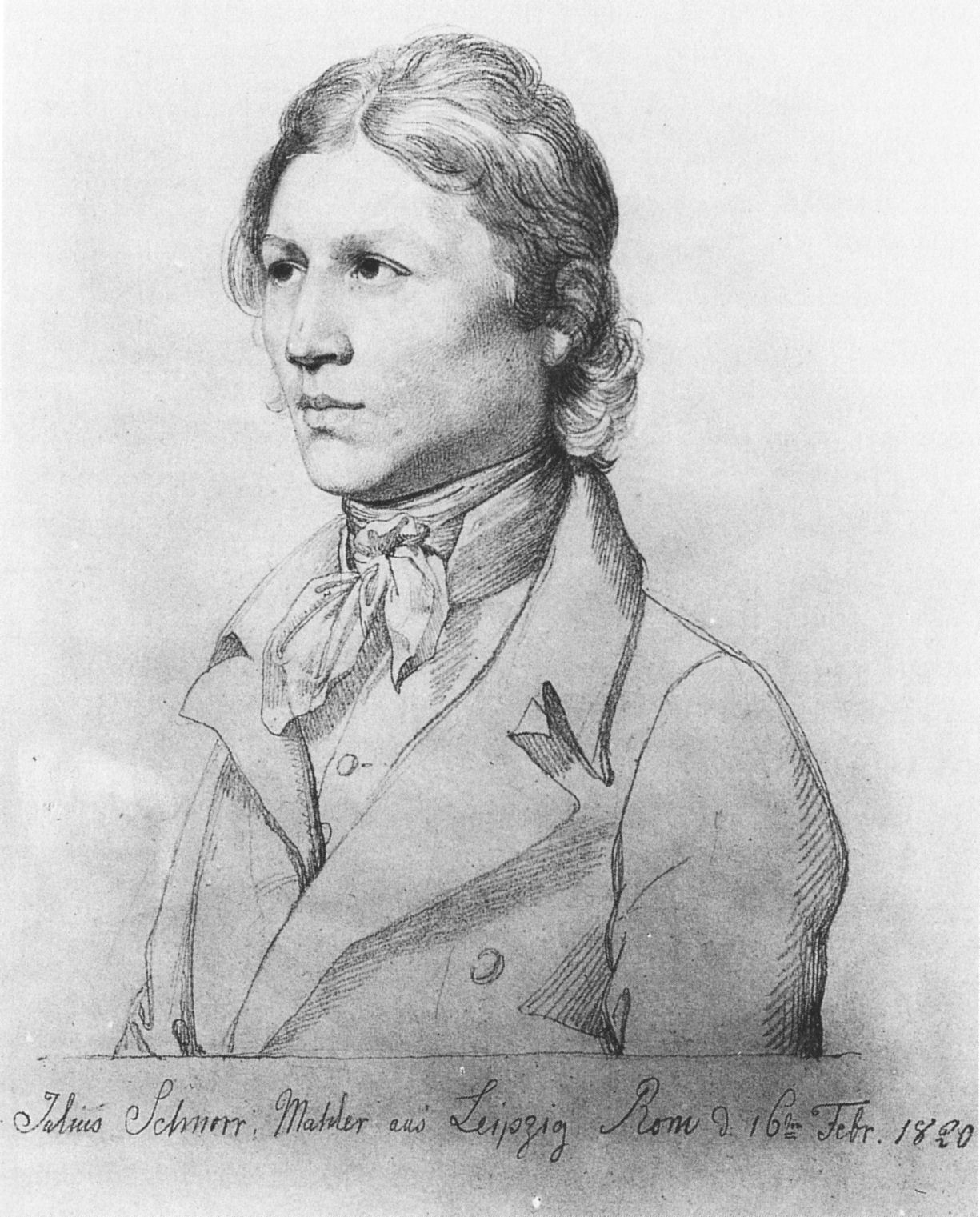
Selbstbildnis (Rom 1820)

Julius entstammt der Künstlerfamilie Schnorr von Carolsfeld. Er ist der jüngste Sohn und Schüler des Malers Veit Hanns Schnorr von Carolsfeld (1764–1841). Seine Brüder Ludwig Ferdinand (1788–1853) und Eduard (1790–1819) waren ebenfalls Maler.
Er besuchte die Thomasschule zu Leipzig und begann 1811 ein Studium an der Wiener Kunstakademie. Er schloss sich einem lockeren Kreis von Künstlern um Ferdinand Johann von Olivier an. Diese stehen der nazarenischen Kunst nahe. Im März 1817 wurde er in den Lukasbund, die künstlerische Vereinigung dieser Bewegung, aufgenommen. Im Sommer dieses Jahres unternahm er mit den Brüdern Ferdinand und Friedrich von Olivier eine Reise ins Salzburger Land, die bestimmend für seine weitere künstlerische Entwicklung als Landschaftsmaler werden sollte. Im Oktober reiste er mit dem Dichter Wilhelm Müller nach Italien. Über Venedig und Florenz erreichte er im Januar 1818 schließlich Rom und schloss sich den dort lebenden Nazarenern an. Dort freundete er sich 1826 mit Carl Gottlieb Peschel an.

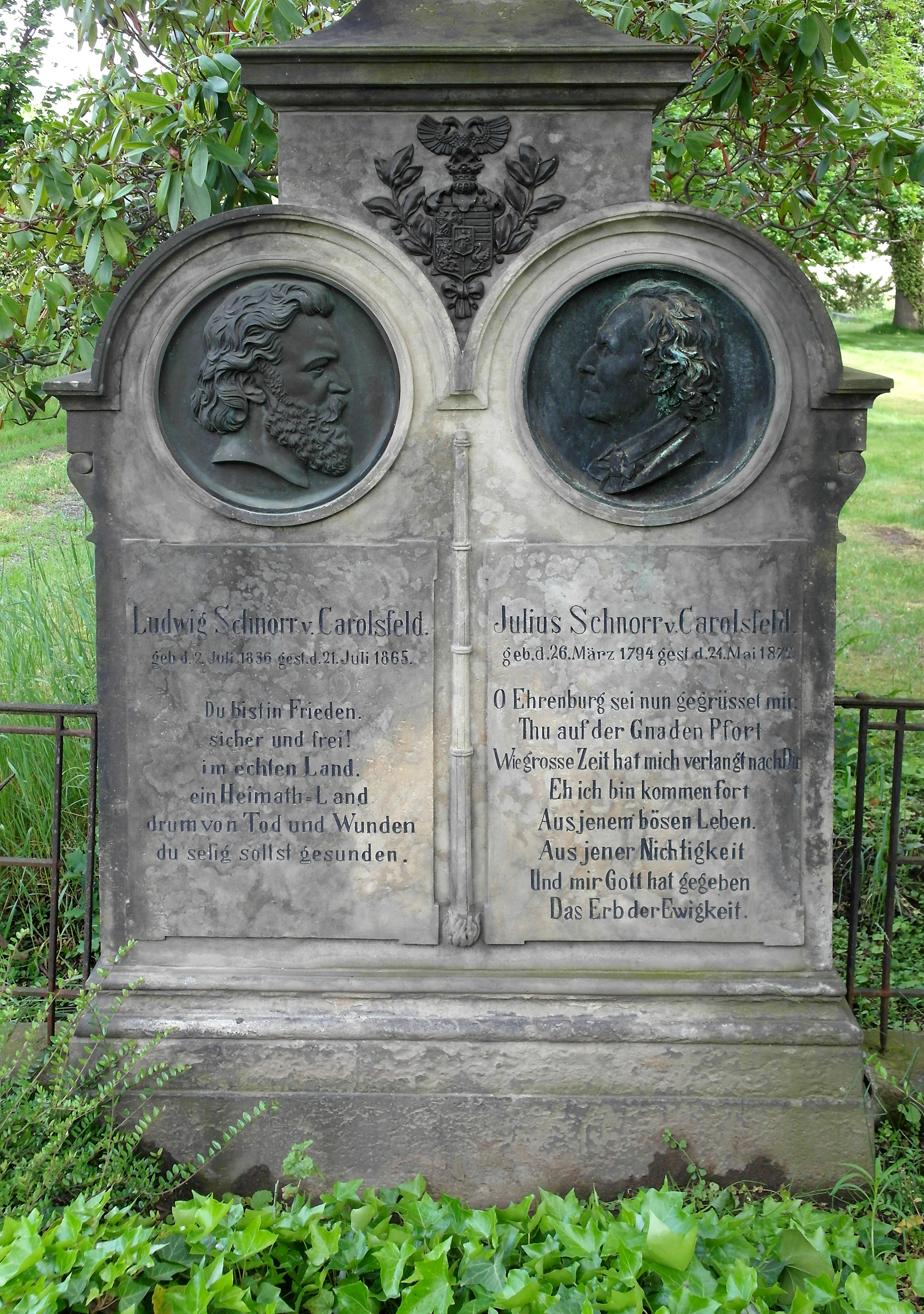
Grab der Schnorr von Carolsfeld auf dem Alten Annenfriedhof in der Südvorstadt in Dresden

1827 wurde er von König Ludwig I. als Professor an die Münchner Kunstakademie berufen. Im gleichen Jahr heiratete er in Wien Marie Heller, die Stieftochter von Ferdinand Olivier. Das Ehepaar hatte zusammen sechs Söhne und drei Töchter, darunter der Tenor Ludwig Schnorr von Carolsfeld, der erste Sänger des Tristan, und Karl Schnorr von Carolsfeld, späterer Generaldirektor der Königlich Bayerischen Staatseisenbahnen.
1842 wurde er mit dem Orden Pour le mérite für Wissenschaften und Künste ausgezeichnet. 1846 trat er eine Professur an der Kunstakademie Dresden an und wurde Leiter der Dresdner Gemäldegalerie. Im selben Jahr wurde er Ehrendoktor der Universität Leipzig. 1867 wurde er als auswärtiges Mitglied in die Académie des Beaux-Arts aufgenommen.
Mit Carl Grüneisen und Karl Schnaase war von Carolsfeld Begründer und Mitherausgeber des Christlichen Kunstblatts für Kirche, Schule und Haus (Stuttgart seit 1858).
Julius Schnorr ist gemeinsam mit seinem Sohn Ludwig auf dem Alten Annenfriedhof in der Dresdner Südvorstadt begraben.

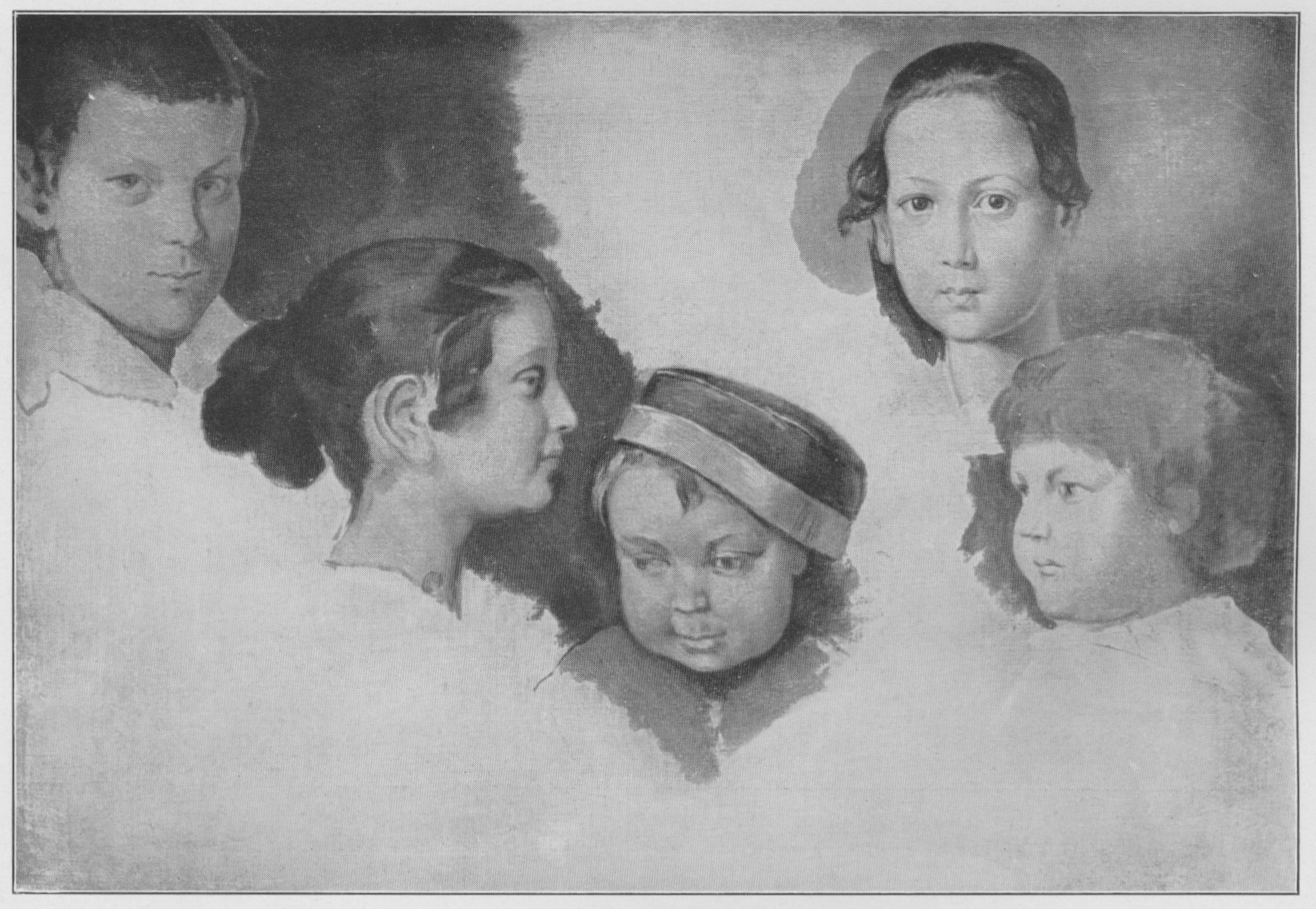
Köpfe der Kinder von Jul. Schnorr von Carolsfeld (Gemälde von Moritz von Schwind)

Unter den Fenstern des ersten Stockwerkes der Kunstakademie Düsseldorf zieht sich ein Fries hin, auf welchem die Namen bedeutender Künstler aller Zeiten eingegraben sind. Schnorr befindet sich auf der Seite des Eingangsportals.
Im Jahr 1937 wurde in Wien-Floridsdorf (21. Bezirk) die Schnorrgasse nach ihm und seinem Bruder Ludwig Ferdinand Schnorr benannt.

## Werke

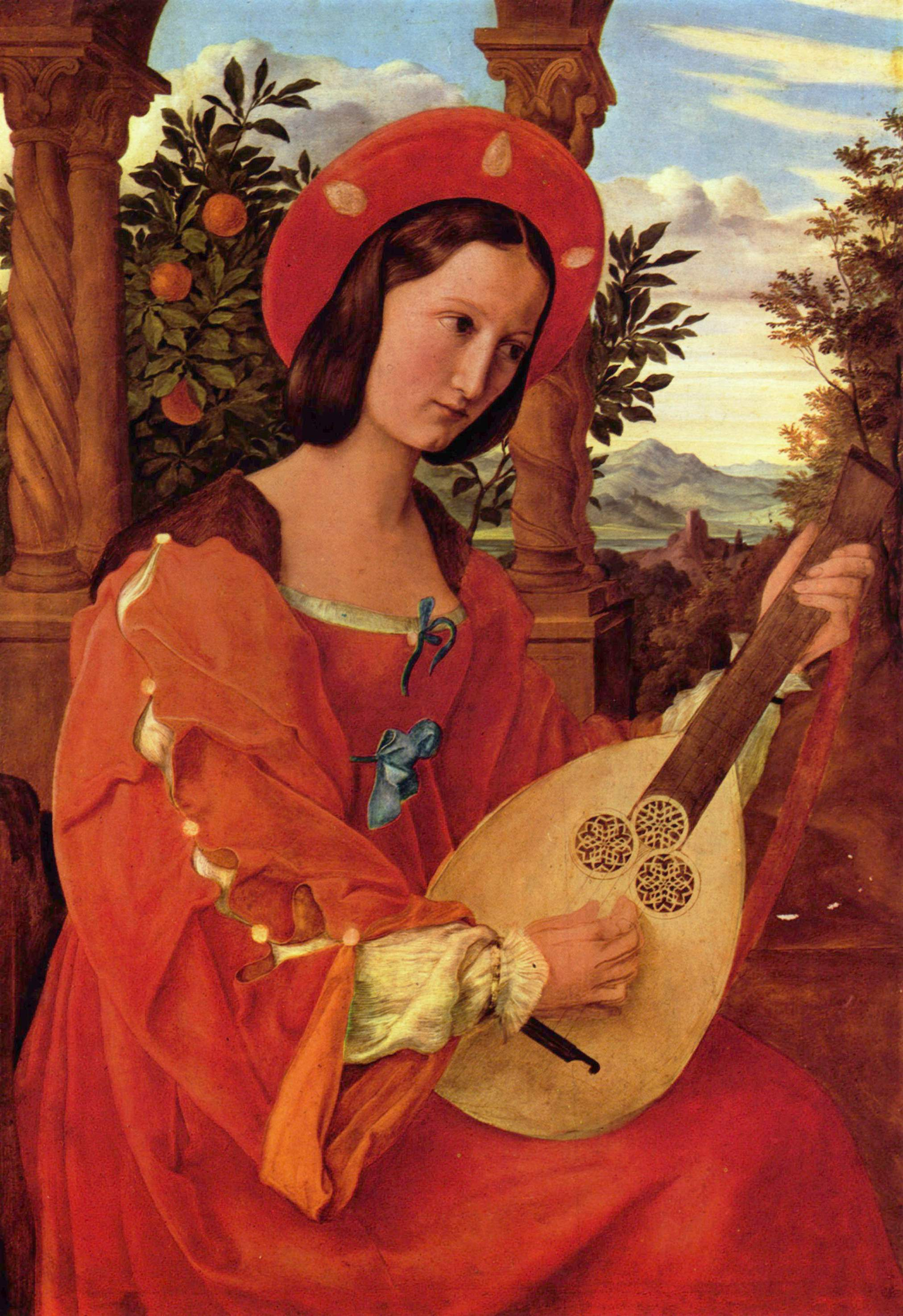
Porträt der Frau Klara Bianka von Quandt mit Laute, 1820

Julius Schnorr von Carolsfeld war der profilierteste Landschaftsmaler unter den Nazarenern. Seine Ansichten der Albaner und Sabiner Berge in Italien zählen zu den besten Landschaftsdarstellungen des 19. Jahrhunderts. Einerseits war ihm eine starke Anlehnung an die Wirklichkeit wichtig – seine Landschaften sind bis ins Detail naturgetreu und nicht heroisch oder visionär wie bei anderen romantischen Malern. Andererseits kann man sie nicht als realistische Veduten bezeichnen: Noch wichtiger als der Realismus der Darstellung ist die für die nazarenische Bildkunst typische Verknüpfung mit einem religiösen Motiv, die dem Gemälde eine feierliche Innerlichkeit verleiht.
Im Auftrag des Naumburger Domherren Immanuel Christian Leberecht von Ampach entstand ab 1820 das Gemälde Lasset die Kindlein zu mir kommen, auch Christus segnet die Kinder genannt für den Christus-Zyklus im Naumburger Dom. Das Gemälde ist 1931 im Glaspalast München verbrannt, Teile des vorbereitenden Kartons befinden sich im Nachlass Rehbenitz im Behnhaus in Lübeck.
Im Schloss Cappenberg bei Lünen befindet sich das von ihm gemalte Frescogemälde „Tod Friedrich I. (Barbarossa) am Fluß Saleph 10. Juni 1190“.
Im Bild ist rechts seitlich der damalige Eigentümer und Besitzer des Schlosses, der Reformer und Politiker Freiherr vom Stein (1757–1831) mit abgebildet.
Von 1821 bis 1827 war Julius Schnorr maßgeblich an der Ausmalung des Casino Massimo in Rom beteiligt: Er malte dort die Fresken im Ariost-Zimmer. Dieser Großauftrag begründete maßgeblich die künstlerische Reputation der Nazarener. 1827 kehrte er nach Wien zurück, wo er heiratete. Danach erhielt Schnorr von König Ludwig I. den Auftrag, im Königsbau der Münchner Residenz fünf Säle mit Szenen aus dem Nibelungenlied auszumalen. Er entwarf einen komplexen romantischen Bilderzyklus, der allerdings aufgrund verschiedener Schwierigkeiten erst 1867 vollendet wurde. Zu dieser Verzögerung trug unter anderem der Auftrag Ludwigs I. im Jahre 1835 bei, auch die drei Kaisersäle im Festsaalbau der Residenz mit Fresken zu schmücken. Im Gegensatz zu den Kaiserfresken sind die Nibelungensäle erhalten.

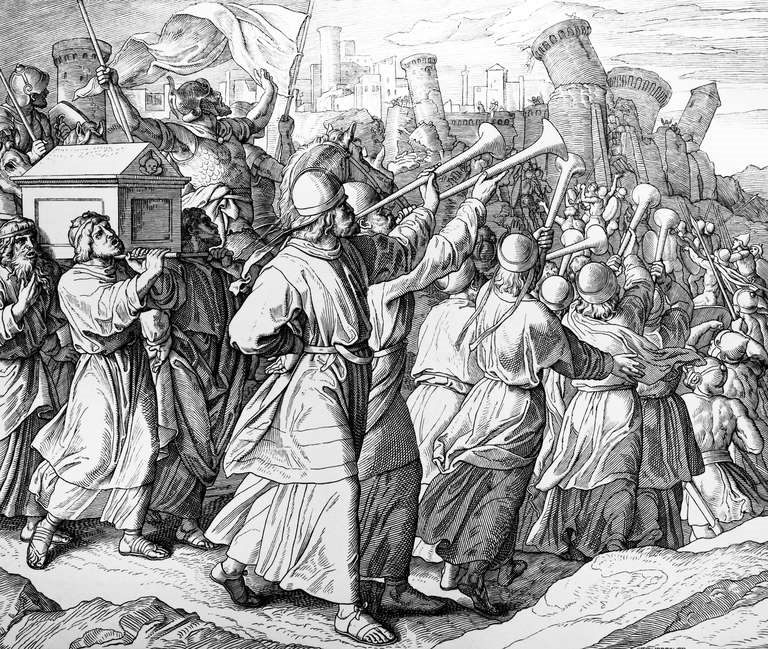
Bilder zur Bibel: Die Schlacht von Jericho

Von 1851 bis 1860 schuf er in einer Reihe von 240 Holzstichen eine umfangreiche Bibelillustration. Diese Bilder zur Bibel entwickelten eine erstaunliche Wirkung, die weit über nationale und Konfessionsgrenzen hinausreichte und in Deutschland die Bibelfrömmigkeit von Generationen prägte. Neben Gustave Doré gilt Schnorr als der wichtigste Bibelillustrator des 19. Jahrhunderts. Obwohl Julius Schnorr Lutheraner war und im Gegensatz zu einigen anderen protestantischen Künstlern niemals zum Katholizismus konvertierte, malte und zeichnete er innig-religiöse Jesus- und Mariendarstellungen. Sein Gemälde Maria mit Kind von 1820, das im Wallraf-Richartz-Museum in Köln ausgestellt ist, ist eines der bekanntesten Werke dieses Genres aus dem 19. Jahrhundert.
Nach dem Erfolg der Bibel in Bildern, die 1861 auch in einer englischen Ausgabe erschien, erhielt Schnorr von Carolsfeld den Auftrag der Londoner Worshipful Company of Goldsmiths, sieben Entwurfszeichnungen für Kirchenfenster zum Leben Jesu für die St. Paul's Cathedral zu liefern. Davon wurden vier Fenster in der Mayer’schen Hofkunstanstalt in München gefertigt und in London eingebaut. Die drei Fenster im Chorraum wurden schon 1888 ersetzt. Das verbliebene Westfenster Die Bekehrung des Apostels Paulus wurde 1941 bei einem deutschen Luftangriff zerstört.
Viele der religiösen Bilder Schnorr von Carolsfelds wurden und werden massenweise in kitschiger Reproduktion als Andachtsbilder veröffentlicht. Man tut diesem vielseitigen Maler jedoch Unrecht, wenn man ihn auf Grund dieser Massenkopien als Kitschier verunglimpft.
Dass er nicht in dieses Schema passt, zeigt auch die Tatsache, dass er als einziger nazarenischer Künstler eine ganze Reihe empathisch gezeichneter Aktdarstellungen hinterlassen hat.

## Museen
Eine reichhaltige Sammlung von Bildern Julius Schnorr von Carolsfelds, insbesondere viele Landschaftsbilder, sowie ein Porträt von ihm, gezeichnet von Friedrich von Olivier, besitzt die Galerie Neue Meister in Dresden. Zusätzlich befinden sich zahlreiche groß- und kleinformatige Gemälde im Bestand des Belvederes in Wien.

## Ausstellungen
Die Zeichnungen, Kupferstiche und Bilder von Julius Schnorr von Carolsfeld werden bis heute immer wieder in Sonderausstellungen in unterschiedlichen Museen gezeigt. 1973 wurde Schnorrs Römisches Porträtbuch im Kupferstichkabinett der Akademie der bildenden Künste in Wien gezeigt. Bereits ein Jahr später widmeten ihm die Staatlichen Museen zu Berlin eine Ausstellung, in der Schnorrs zeichnerisches Werk vorgestellt wurde. Knapp zehn Jahre später, von November 1982 bis Februar 1983, kuratierte das Clemens-Sels-Museum in Neuss eine Schau zu Schnorrs bekanntestem Werk, der Bibel in Bildern, sowie zu anderen biblischen Bildern der Nazarener. Wiederum vergingen ungefähr zehn Jahre, bis im Museum der bildenden Künste Leipzig (26. März bis 23. Mai 1994) und in der Kunsthalle Bremen (5. Juni bis 31. Juli 1994) eine Werkschau zu Julius Schnorr von Carolsfeld zu sehen war. Im selben Jahr (vom 20. November 1994 bis 1. Januar 1995) präsentierte das Landesmuseum Mainz Schnorrs Zeichnungen, welche im Anschluss noch im Palais Preysing in München ausgestellt wurden (vom 9. Februar bis 8. April 1995).
Das Kupferstich-Kabinett und die Rüstkammer der Staatlichen Kunstsammlungen Dresden zeigten 1999/2000 die Kartons für die Wandbilder der Münchner Residenz, die das Leben Karls des Großen illustrierten. Kurz darauf wurden im Haus der Kunst in München (2000) und wiederum im Dresdner Kupferstich-Kabinett Schnorrs Zeichnungen ausgestellt, die er während seiner Zeit in Italien anfertigte. Vom 30. April bis zum 31. Juli 2016 fand die Sonderausstellung „Die Bibel in Bildern. Zeichnungen von Julius Schnorr von Carolsfeld“ im Lutherhaus Eisenach statt.

## Buchausgaben
- Julius Schnorr von Carolsfeld: Evangelium in Bildern. Edition Tempelbibliothek. ISBN 978-3-930730-36-0.
- Julius Schnorr von Carolsfeld: Die Bibel in Bildern. 240 Darstellungen, erfunden und auf Holz gezeichnet. Wigand, Leipzig 1860
: Digitalisat, Internet Archive, Exemplar des Getty Museums

2. Nachdruck: Theol. Verl., Zürich 1989, ISBN 3-290-11488-0.